# 四氟邻苯二基汞
四氟邻苯二基汞是一种有机汞化合物，化学式为C18F12Hg3，為路易斯酸。

## 制备及反应
四氟邻苯二基汞可由四氟二碘苯和汞在200°C反应得到。
它可以和乙醛、丙酮、苯乙酮或二苯甲酮形成μ3-配合物。它和二茂铁可以形成暗橙色的双夹心化合物（300 °C分解），和二茂镍形成暗红色的双夹心化合物（275 °C爆炸）。

## 拓展阅读
- Diana, Eliano; Marchese, Edoardo. Vibrational and DFT analysis of perfluoro-o-phenylenemercury compounds. Journal of Organometallic Chemistry, 2010. 695 (12-13): 1651-1656. DOI:10.1016/j.jorganchem.2010.03.031